# サッポロ銀座ビル

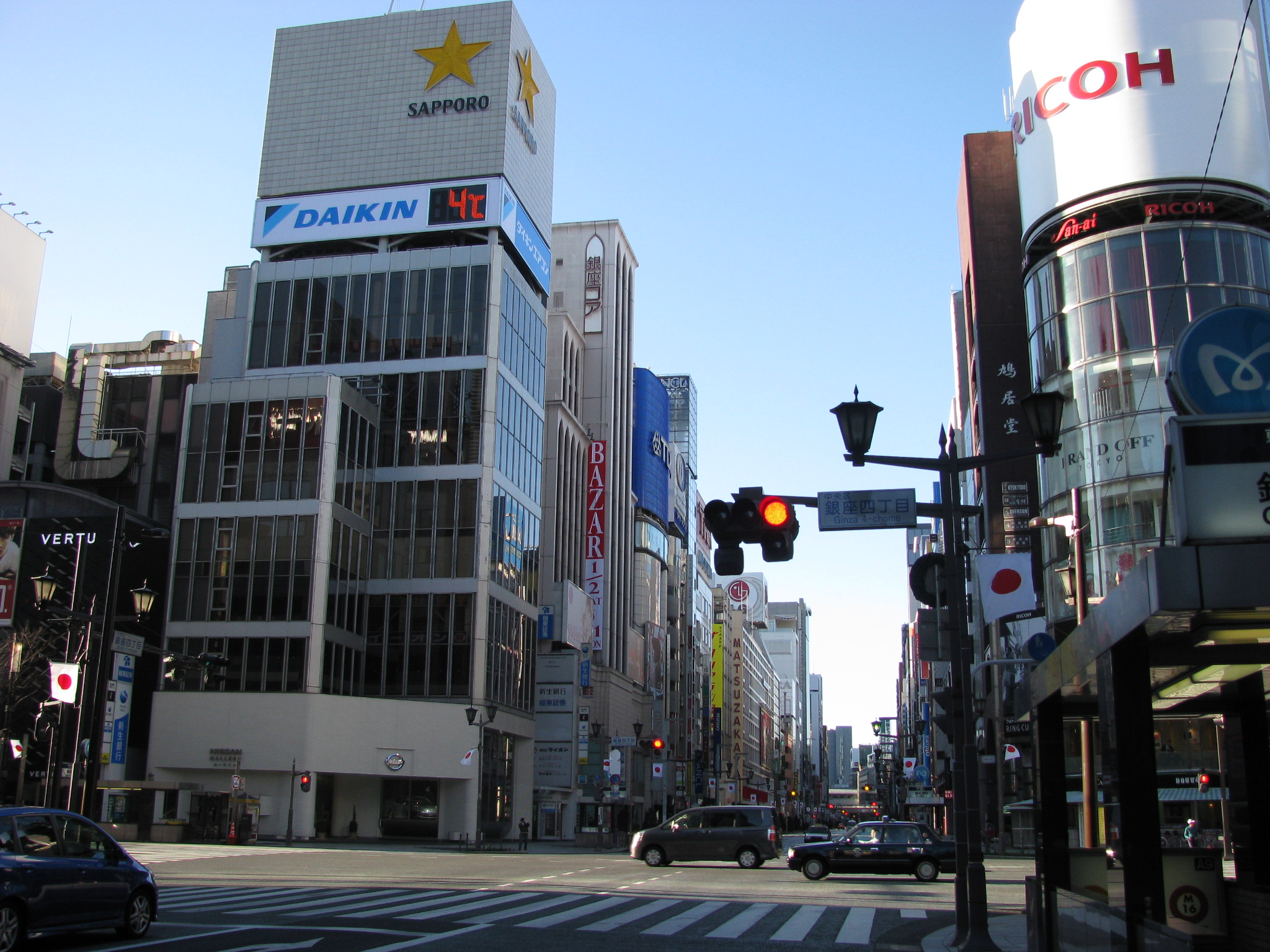
銀座四丁目交差点、奥が南西（新橋方面）。左がサッポロ銀座ビル、右は三愛ドリームセンター

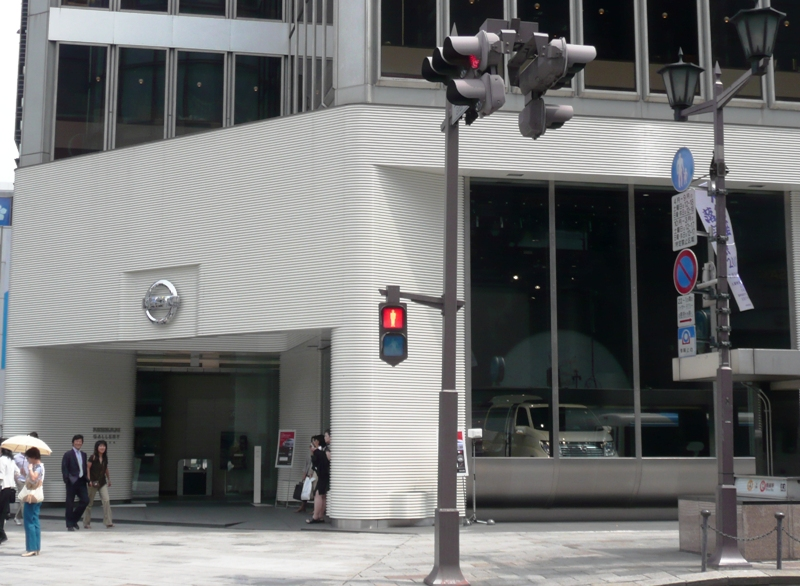
日産銀座ギャラリー

サッポロ銀座ビル（サッポロぎんざビル）は、2014年まで東京都中央区銀座5丁目8番1号にあった、地上10階・地下4階建ての、サッポロビールグループのサッポロ不動産開発が所有する複合商業ビルである。晴海通りと中央通りが交わる銀座四丁目交差点の南側角に面し、日産銀座ギャラリーやビアホール「銀座ライオン」などが入居していた。
2016年に改築を完了し「銀座プレイス（GINZA PLACE）」となった。
また戦前から著名な「銀座ライオン七丁目店」とは異なる建物である。

## 歴史
この地は1886年から1909年まで毎日新聞社（横浜毎日新聞の後身）があった場所で、移転した跡に1911年8月10日に築地精養軒によるカフェー・ライオンが開店した。1931年には経営が大日本麦酒に移り、ビアホール業態の「ライオンヱビスビヤホール」となった。1936年に隣地を買収して2階建ての建物となり、1940年ごろには、「銀座ライオン」の愛称で呼ばれるようになった。交差点角のヱビスビールから、「角エビ」とも呼ばれていた。1945年に戦災により焼失したもののバラックによる営業を経て、1952年に改装開店。1970年には、サッポロ銀座ビルとして新築された。

### 再開発
建物老朽化のため2014年春に営業を終了し、隣接する呉服店「つゞれ屋」とともに再開発される。2014年4月より現建物は解体され、2015年3月10日に新建物の起工式が執り行われた。2016年9月24日に「GINZA PLACE」として地上11階・地下2階で再オープンし、現建物に入居していた銀座ライオンや日産銀座ギャラリーも営業再開する。また同時に旧ソニービル内にあったソニーのショールームおよびソニーストア銀座もここに移転する。

## 広告塔

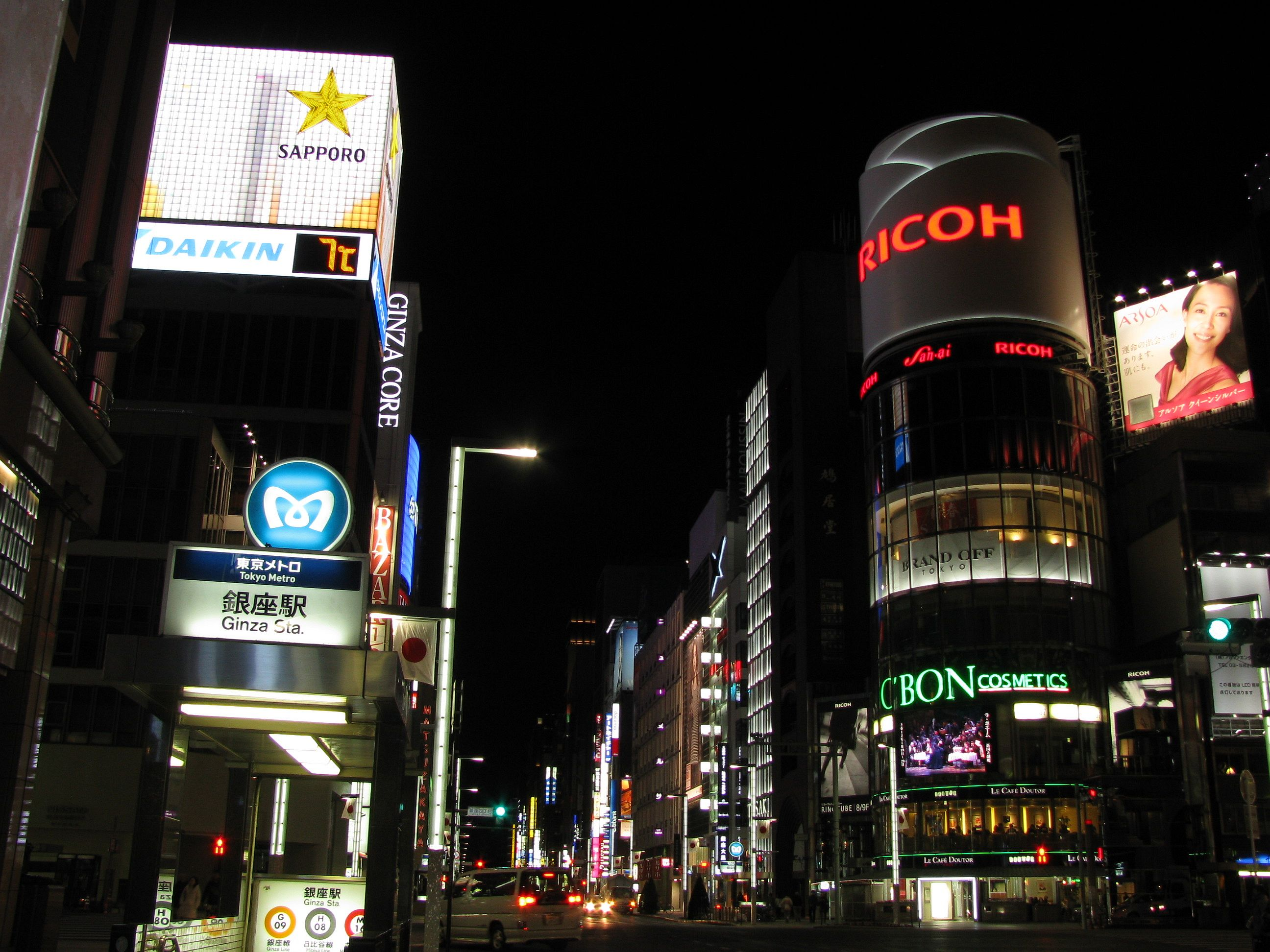
サッポロ銀座ビルの夜景

2005年6月7日より、本ビルの屋上広告塔に「サッポロスター★ビジョン」が稼働した。これは赤・青・緑の1700基のネオンユニットを組み込み、夜間にはサッポロビールのシンボルの★印や、ビールをイメージするテーマ映像を流すものである。その下部には2009年7月に、ダイキン工業により温度計を併設したLED式サインが点灯を開始した。
なお改築後の銀座プレイスには、広告物は取り付けられていない。